# Yassmina Omrani
Pour les articles homonymes, voir Omrani.
Yassmina Omrani, née le 1er janvier 1988 à Forbach est une athlète franco-algérienne, spécialiste des épreuves combinées. Elle remporte les championnats d'Afrique d'athlétisme 2012 avec 5 924 points.
Elle a deux frères footballeurs professionnels : Billel Omrani et Abdelhakim Omrani.

## Carrière
Yassmina Omrani concourt initialement pour la France. Au meeting de Sotteville-lès-Rouen elle saute 1,78 m en 2010. Avec l'équipe française, la même année, le 27 juin à Tallinn, elle remporte la Coupe d'Europe des épreuves combinées 2010 en approchant les 6 000 points (elle avait été 3e en équipe en 2008). Son score de 5 979 points lui vaut la 4e place individuelle.
Elle obtient la nationalité algérienne en 2012, année où elle devient championne d'Afrique de l'heptathlon.
Lors de la deuxième journée des Championnats de France d'athlétisme à Reims du samedi 12 juillet 2014, un imbroglio protocolaire survient lors de la remise des médailles de l'heptathlon femmes. Marisa De Aniceto se voit dans un premier temps sur le podium remettre la médaille d'or et décerner le titre de championne de France (5 556 points), alors que Yassmina Omrani, qui possède les deux passeports, pourtant avec un total supérieur (5 629 points), en est écartée sous prétexte que sa participation est due à une qualification exceptionnelle appuyée par la fédération algérienne. 5 jours plus tard, le Comité directeur de la FFA, réuni le jeudi 17 juillet 2014 à Valence, considérant que Yassmina Omrani possède aussi la nationalité française, change de position et réattribue le titre de championne de France de l'heptathlon à Yassmina Omrani. Bernard Amsalem, président de la FFA, s'engage à « demander que l'on rectifie le classement de ces Championnats. » Il fera aussi une lettre d'excuses à l'athlète et lui remettra sa médaille (source : PV Comité directeur FFA 17 juillet 2014 - page 6).

## Palmarès

### International
| Date                    | Compétition                   | Lieu                   | Résultat               | Épreuve                | Points                 |
| Représentant la France  | Représentant la France        | Représentant la France | Représentant la France | Représentant la France | Représentant la France |
| ----------------------- | ----------------------------- | ---------------------- | ---------------------- | ---------------------- | ---------------------- |
| 2005                    | Championnats du monde cadets  | Marrakech              | 14e                    | Heptathlon             | 4 981                  |
| 2006                    | Championnats du monde juniors | Pékin                  | 11e                    | Heptathlon             | 5 376                  |
| 2007                    | Championnats d'Europe juniors | Hengelo                | 17e                    | Heptathlon             | 5 141                  |
| 2008                    | Coupe d'Europe                | Hengelo                | 3e                     | Heptathlon par équipes | 17 482                 |
| 2009                    | Championnats d'Europe espoirs | Kaunas                 | 8e                     | Heptathlon             | 5 866                  |
| 2009                    | Coupe d'Europe                | Szczecin               | 4e                     | Heptathlon par équipes | 17 410                 |
| 2010                    | Coupe d'Europe                | Tallinn                | 4e                     | Heptathlon             | 5 979                  |
| 2010                    | Coupe d'Europe                | Tallinn                | 1re                    | Heptathlon par équipes | 17 654                 |
| Représentant l' Algérie |                               |                        |                        |                        |                        |
| 2012                    | Championnats d'Afrique        | Porto-Novo             | 1re                    | Heptathlon             | 5 924                  |
| 2013                    | Championnats panarabes        | Doha                   | 1re                    | Heptathlon             | 5 573                  |
| 2013                    | Jeux méditerranéens           | Mersin                 | 1re                    | Heptathlon             | 5 802                  |
| 2013                    | Championnats du monde         | Moscou                 | 19e                    | Heptathlon             | 5 983                  |

### National
- Championnats de France d'athlétisme
  - Vainqueur de l'heptathlon en 2012 et en 2014
  - 2e de l'heptathlon en 2010

## Records
| Épreuve    | Performance | Lieu   | Date         |
| ---------- | ----------- | ------ | ------------ |
| Heptathlon | 5 983 pts   | Moscou | 13 août 2013 |